# No llores por mí
«No llores por mí» es una canción interpretada por el cantautor español Enrique Iglesias, incluída en su álbum debut de estudio homónimo Enrique Iglesias (1995). Fue lanzado como el cuarto sencillo de dicho álbum por la empresa discográfica Fonovisa el 8 de julio de 1996.
Se posicionó en los primeros lugares de las listas de música latina de aquellos meses.
La canción fue grabada primeramente en 1995 pero salió cómo sencillo en a mediados del año 96'. Fue escrita por el propio artista, co-escrita por Roberto Morales y producida por el español Rafael Pérez Botija. Fue interpretada junto a la mexicana Ana Bárbara en presentaciones televisivas para México y los Estados Unidos.

## Créditos y personal
- Arreglos: Rafael Pérez Botija
- Teclados y programación: Rafael Pérez Botija
- Bajo: Scott Alexander
- Batería: Greg Bissonette
- Guitarra: Michael Landau
- Percusión: Luis Conte
- Coros: Carlos Murguía, Francis Benitez, Kenny O'Brian, Leyla Hoyle

## Listas
| Lista (1996)                                  | Mejor posición |
| --------------------------------------------- | -------------- |
| U.S. Billboard Hot Latin Tracks               | 1              |
| U.S. Billboard Latin Pop Airplay              | 2              |
| U.S. Billboard Latin Regional Mexican Airplay | 5              |
| U.S. Billboard Latin Tropical/Salsa Airplay   | 18             |

### Sucesión y posicionamiento
| Predecesor: Qué pena me das de Marco Antonio Solís | U.S. Billboard Hot Latin Tracks — Sencillo N°. 1 5 de octubre de 1996 - 11 de octubre de 1996 | Sucesor: Recuerdos, tristeza y soledad de Marco Antonio Solís |